# El valle del viento helado
El valle del viento helado (en inglés:The Icewind Dale) es una trilogía de novelas escritas por R. A. Salvatore que narra la historia del legendario drow Drizzt Do'Urden, el guerrero bárbaro Wulfgar, el Halfling Regis, el rey enano, Bruenor Battlehammer, y la hija adoptiva de este, Catti-brie.

## La piedra de cristal
- La piedra de cristal (en inglés: The Crystal Shard) es la primera novela de la trilogía.

## Ríos de plata
- Ríos de plata (en inglés: Streams of Silver) es la segunda novela de la trilogía.

## La gema del halfling
- La gema del halfling (en inglés: The Halfling's Gem) es la tercera novela de la trilogía.

- Datos: Q2387958